# فريتز كايزر
فريتز كايزر (بالألمانية: Fritz Kaiser)‏ هو رائد أعمال ليختنشتاني، ولد في 22 مارس 1955 في بلدية مورين في ليختنشتاين.

## وصلات خارجية
- فريتز كايزر على موقع JudoInside.com (الإنجليزية)
- فريتز كايزر على موقع أوليمبيديا (الإنجليزية)